# Petrove, Bilohirsk
Petrove (în ucraineană Петрове) este un sat în așezarea urbană Zuia din raionul Bilohirsk, Republica Autonomă Crimeea, Ucraina.

## Demografie
Componența lingvistică a localității Petrove
     Rusă (67,54%)
     Tătară crimeeană (24,45%)
     Ucraineană (7,82%)
     Alte limbi (0,2%)
Conform recensământului din 2001, majoritatea populației localității Petrove era vorbitoare de rusă (67,54%), existând în minoritate și vorbitori de tătară crimeeană (24,45%) și ucraineană (7,82%).